# TNA Bound for Glory

Logo da edição de 2011 do Bound for Glory.

Bound for Glory (frequentemente abreviado para BFG) é um evento pay-per-view (PPV) de luta livre profissional produzido anualmente em outubro pela promoção americana Impact Wrestling. O evento foi criado em 2005 para servir como o principal evento PPV da empresa, semelhante ao WrestleMania da WWE, no qual os lutadores competiram em vários tipos de lutas profissionais no que foi o culminar de muitas brigas e histórias que ocorreram durante o ano civil. Em fevereiro de 2022, dezesseis eventos ocorreram sob a cronologia.

## História
A edição de 2006 foi o primeiro evento PPV mensal de três horas da empresa a ocorrer fora da Impact Zone (o palco de som de propriedade da Universal Studios e operado dentro da Universal Studios Florida, de onde a série de televisão da empresa e grande parte de seus pay-per -views foram produzidos), provenientes da Compuware Sports Arena em Plymouth Township, Michigan. O evento retornaria à Impact Zone para a edição de 2016. Bound for Glory IV, que aconteceu no Sears Center em Hoffman Estates, Illinois em 12 de outubro de 2008, foi o único evento sob a cronologia a ter algarismos romanos em seu título.
Desde a sua criação em 2005 até 2013, todos os eventos foram realizados nos Estados Unidos. O evento de 2014 foi realizado no Korakuen Hall em Tóquio, Japão, em conjunto com a promoção Wrestle-1. O evento de 2017 foi realizado no Aberdeen Pavilion em Ottawa, Ontário, Canadá. Foi realizado em sete estados diferentes dos EUA, onde todos os eventos foram realizados em uma arena coberta. 2014 marcou a primeira vez desde o evento inaugural que o Campeonato Mundial de Pesos Pesados não foi defendido no evento principal. Até o momento, treze partidas do campeonato ocorreram no evento principal.

## Eventos
| #                           | Edição                 | Data                  | Cidade                      | Arena                         | Evento principal | Ref.   |
| --------------------------- | ---------------------- | --------------------- | --------------------------- | ----------------------------- | --- | ------ |
| 1                           | Bound for Glory (2005) | 23 de outubro de 2005 | Orlando, Flórida            | Impact! Zone                  | Jeff Jarrett (c) vs. Rhino pelo NWA World Heavyweight Championship. | [ 4 ]  |
| 2                           | Bound for Glory (2006) | 22 de outubro de 2006 | Plymouth Township, Michigan | Compuware Sports Arena        | Jeff Jarrett (c) vs. Sting pelo NWA World Heavyweight Championship. | [ 5 ]  |
| 3                           | Bound for Glory (2007) | 14 de Outubro de 2007 | Atlanta, Georgia            | Gwinnett Center               | Kurt Angle (c) vs. Sting pelo TNA World Heavyweight Championship. | [ 6 ]  |
| 4                           | Bound for Glory IV     | 12 de outubro de 2008 | Hoffman Estates, Illinois   | Sears Center                  | Samoa Joe (c) vs. Sting pelo TNA World Heavyweight Championship. | [ 7 ]  |
| 5                           | Bound for Glory (2009) | 18 de outubro de 2009 | Irvine, Califórnia          | Bren Events Center            | A.J. Styles (c) vs. Sting pelo TNA World Heavyweight Championship. | [ 8 ]  |
| 6                           | Bound for Glory (2010) | 10 de outubro de 2010 | Daytona Beach, Flórida      | Ocean Center                  | Kurt Angle vs. Jeff Hardy vs. Mr.Anderson pelo vago TNA World Heavyweight Championship. | [ 9 ]  |
| 7                           | Bound for Glory (2011) | 16 de outubro de 2011 | Fildélfia, Pensilvânia      | Liacouras Center              | Kurt Angle (c) vs. Boby Roode pelo TNA World Heavyweight Championship. | [ 10 ] |
| 8                           | Bound for Glory (2012) | 14 de outubro de 2012 | Phoenix, Arizona            | Grand Canyon University Arena | Austin Aries (c) vs. Jeff Hardy pelo TNA World Heavyweight Championship. | [ 11 ] |
| 9                           | Bound for Glory (2013) | 20 de outubro de 2013 | San Diego, Califórnia       | Viejas Arena                  | Bully Ray (c) vs A.J. Styles pelo TNA World Heavyweight Championship. | [ 12 ] |
| 10                          | Bound for Glory (2014) | 12 de outubro de 2014 | Toyko, Japan                | Korakuen Hall                 | The Great Muta] & Tajiri vs James Storm & The Great Sanada |        |
| 11                          | Bound for Glory (2015) | 4 de outubro de 2015  | Conconrd, Carolina do Norte | Cabarrus Arena                | Matt Hardy vs Ethan Carter III (c) vs Drew Galloway pelo TNA World Heavyweight Championship. |        |
| 12                          | Bound for Glory (2016) | 2 de outubro de 2016  | Orlando, Flórida            | Impact Zone                   | Lashley (c) vs Ethan Carter III pelo TNA World Heavyweight Championship. | [ 13 ] |
| 13                          | Bound for Glory (2017) | 5 de novembro de 2017 | Ottawa, Ontário             | Aberdeen Pavilion             | Eli Drake (c) vs Johnny Impact pelo Impact Global Championship. | [ 14 ] |
| 14                          | Bound for Glory (2018) | October 14, 2018      | Nova York, Nova York        | Melrose Ballroom              | Austin Aries (c) vs Johnny Impact pelo Campeonato Mundial do Impact |        |
| 15                          | Bound for Glory (2019) | October 20, 2019      | Villa Park, Illinois        | Odeum Expo Center             | Brian Cage (c) vs. Sami Callihan em uma luta sem desqualificações pelo Campeonato Mundial do Impact |        |
| 16                          | Bound for Glory (2020) | October 24, 2020      | Nashville, Tennessee        | Skyway Studios                | Eric Young (c) vs Rich Swann pelo Campeonato Mundial do Impact |        |
| 17                          | Bound for Glory (2021) | October 23, 2021      | Sunrise Manor, Nevada       | Sam's Town Live               | Christian Cage (c) vs. Josh Alexander pelo Campeonato Mundial do Impact (evento principal anunciado) Josh Alexander (c) vs. Moose pelo Campeonato Mundial do Impact (Moose imediatamente invocou seu privilégio de luta pelo campeonato Call Your Shot Gauntlet para desafiar Alexander, que havia acabado de derrotar Cage) |        |
| (c) - Campeão antes da luta |                        |                       |                             |                               | |        |

## 2005
Bound for Glory (2005) foi um evento pay-per-view realizado pela Total Nonstop Action Wrestling, ocorreu no dia 23 de outubro de 2005 no Impact! Zone em Orlando (Flórida). Esta foi a primeira edição da cronologia do Bound for Glory.
| #                              | Resultados | Estipulação                                                                                 | Tempo |
| ------------------------------ | --- | ------------------------------------------------------------------------------------------- | ----- |
| Dark                           | Sonjay Dutt derrotou Alex Shelley, Austin Aries e Roderick Strong. | Four-Way match                                                                              | 12:31 |
| 1                              | Samoa Joe derrotou Jushin Liger. | Singles match                                                                               | 07:15 |
| 2                              | The Diamonds in the Rough (Simon Diamond, David Young e Elix Skipper) derrotaram Apolo, Sonny Siaki e Shark Boy.                                                        | Six-Man Tag Team match                                                                      | 07:07 |
| 3                              | Monty Brown derrotou Lance Hoyt. | Singles match                                                                               | 06:32 |
| 4                              | Team Canada (Bobby Roode, Eric Young e A-1) (com Coach D'Amore) derrotaram 3Live Kru (Konnan, Ron Killings e B.G. James).                                               | Six-Man Tag Team match                                                                      | 05:59 |
| 5                              | Petey Williams derrotou Chris Sabin e Matt Bentley (com Traci). | Ultimate X match para definir o desafiante nº 1 pelo TNA X Division Championship            | 13:38 |
| 6                              | America's Most Wanted (Chris Harris e James Storm) (c) derrotaram The Naturals (Chase Stevens e Andy Douglas).                                                          | Tag Team match pelo NWA World Tag Team Championship                                         | 10:38 |
| 7                              | Rhino derrotou Abyss (com James Mitchell), Sabu e Jeff Hardy. | Monster's Ball match                                                                        | 11:47 |
| 8                              | A.J. Styles (c) derrotou Christopher Daniels. | Iron Man match pelo TNA X Division Championship                                             | 29:58 |
| 9                              | Rhino eliminou por último Abyss para vencer. Os outros participantes foram: Samoa Joe, Ron Killings, Sabu, Lance Hoyt, Jeff Hardy, Monty Brown, Kip James e A.J. Styles | 10-Man Gauntlet for the Gold                                                                | 14:16 |
| 10                             | Rhino derrotou Jeff Jarrett (c) (com Gail Kim) | Singles match pelo NWA World Heavyweight Championship, com Tito Ortiz como árbitro especial | 05:40 |
| (c) - Campeão(s) antes da luta | |                                                                                             |       |

## 2006
Bound for Glory (2006) foi um evento pay-per-view realizado pela Total Nonstop Action Wrestling, ocorreu no dia 22 de outubro de 2006 na Compuware Sports Arena em Plymouth Township, Michigan. Esta foi a segunda edição da cronologia do Bound for Glory.
| #                              | Resultados | Estipulação | Tempo |
| ------------------------------ | --- | --- | ----- |
| Dark                           | Bobby Roode (com Traci Brooks) derrotou Lance Hoyt. | Singles match | 03:38 |
| 1                              | Austin Starr eliminou por último Jay Lethal.1 | "Kevin Nash" Open Invitational X Division Gauntlet Battle Royal                                                   | 17:11 |
| 2                              | Team 3D (Brother Ray e Brother Devon) derrotaram America's Most Wanted (Chris Harris e James Storm), The James Gang (B.G. James e Kip James) e The Naturals (Chase Stevens e Andy Douglas). | Four Corners match                                                                                                | 06:51 |
| 3                              | Samoa Joe derrotou Brother Runt, Raven e Abyss (com James Mitchell) | Monster's Ball match, com Jake Roberts como árbitro especial.                                                     | 11:08 |
| 4                              | Eric Young derrotou Larry Zbyszko. | Loser Gets Fired match                                                                                            | 03:21 |
| 5                              | Chris Sabin derrotou Senshi (c). | Singles match pelo TNA X Division Championship                                                                    | 12:51 |
| 6                              | Christian Cage derrotou Rhino. | 8 Mile Road Street Fight                                                                                          | 14:25 |
| 7                              | The Latin American Exchange (Homicide e Hernandez) (com Konnan) derrotaram A.J. Styles e Christopher Daniels (c).                                                                           | Six Sides of Steel cage match pelo NWA World Tag Team Championship                                                | 14:27 |
| 8                              | Sting derrotou Jeff Jarrett (c). | Title vs. Career match pelo NWA World Heavyweight Championship, com Kurt Angle convidado especial fora do ringue. | 15:01 |
| (c) - Campeão(s) antes da luta | | |       |

1Participaram: Sonjay Dutt, Maverick Matt, A-1, Zach Gowen, Kazarian, Sirelda, Shark Boy, Alex Shelley, D-Ray 3000, Johnny Devine, Elix Skipper, Short Sleeve Sampson, Norman Smiley e Petey Williams

## 2007
Bound for Glory (2007) foi um evento pay-per-view realizado pela Total Nonstop Action Wrestling, ocorreu no dia 14 de outubro de 2007 no Gwinnett Center na cidade de Duluth, Georgia. Seu lema foi: "Redemption". Esta foi a terceira edição da cronologia do Bound for Glory.
| #                              | Resultados                                                                                          | Estipulação                                                                         | Tempo |
| ------------------------------ | --------------------------------------------------------------------------------------------------- | ----------------------------------------------------------------------------------- | ----- |
| Dark                           | Motor City Machine Guns (Chris Sabin e Alex Shelley) derrotaram Joey Matthews e Johnny Swinger      | Tag Team match                                                                      | N/A   |
| 1                              | The Latin American Exchange (Homicide e Hernandez) derrotaram Triple X (Senshi e Elix Skipper)      | Ultimate X match                                                                    | 11:55 |
| 2                              | Eric Young derrotou Robert Roode.2                                                                  | Fight for the Right Reverse Battle Royal                                            | 11:46 |
| 3                              | A.J. Styles e Tomko derrotaram Team Pacman (Ron Killings e Consequences Creed) (c) (com Adam Jones) | Tag Team match pelo TNA World Tag Team Championship                                 | 08:28 |
| 4                              | Jay Lethal (c) derrotou Christopher Daniels                                                         | Singles match pelo TNA X Division Championship                                      | 10:55 |
| 5                              | The Steiner Brothers (Rick e Scott) derrotaram Team 3D (Brother Ray e Brother Devon)                | Two out of Three Falls Tables match                                                 | 12:34 |
| 6                              | Gail Kim eliminou por último Roxxi Laveaux                                                          | Gauntlet for the Gold para definir a primeira vencedora do TNA Women's Championship | 12:08 |
| 7                              | Samoa Joe derrotou Christian Cage                                                                   | Singles match, com Matt Morgan como convidado especial fora do ringue.              | 15:45 |
| 8                              | Abyss derrotou Raven, Rhino e Black Reign                                                           | Monster's Ball match                                                                | 09:05 |
| 9                              | Sting derrotou Kurt Angle (c)                                                                       | Singles match pelo TNA World Heavyweight Championship                               | 18:26 |
| (c) - Campeão(s) antes da luta | |                                                                                     |       |

2Participaram: James Storm, B.G. James, Kip James, Lance Hoyt, Jimmy Rave, Chris Harris, Chris Sabin, Alex Shelley, Kaz, Petey Williams, Junior Fatu, Havok, Shark Boy, e Sonjay Dutt.
Knockout Gauntlet match entradas e eliminações
| Entrada | Entrada         | Eliminada por       | Eliminada por |
| ------- | --------------- | ------------------- | ------------- |
| 1       | Ms. Brooks      | Moore               |               |
| 2       | Jackie Moore    | Kong                |               |
| 3       | Shelly Martinez | Kong                |               |
| 4       | Awesome Kong    | ODB, Williams w Kim |               |
| 5       | O.D.B.          | Laveaux             |               |
| 6       | Angel Williams  | Kim e ODB           |               |
| 7       | Christy Hemme   | Kong                |               |
| 8       | Gail Kim        | Vencedora           |               |
| 9       | Talia Madison   | Kim                 |               |
| 10      | Roxxi Laveaux   | Kim                 |               |

## 2008
Bound for Glory IV foi um evento pay-per-view realizado pela Total Nonstop Action Wrestling, ocorreu no dia 12 de outubro de 2008, no Sears Centre na cidade de Hoffman Estates, Illinois. Pela primeira vez a TNA passou a usar numerais romanos para indicar a edição de um de seus pay-per-views. O evento marcou a volta de Jeff Jarrett aos combates após um ano de afastamento. Esta foi a quarta edição da cronologia do Bound for Glory.

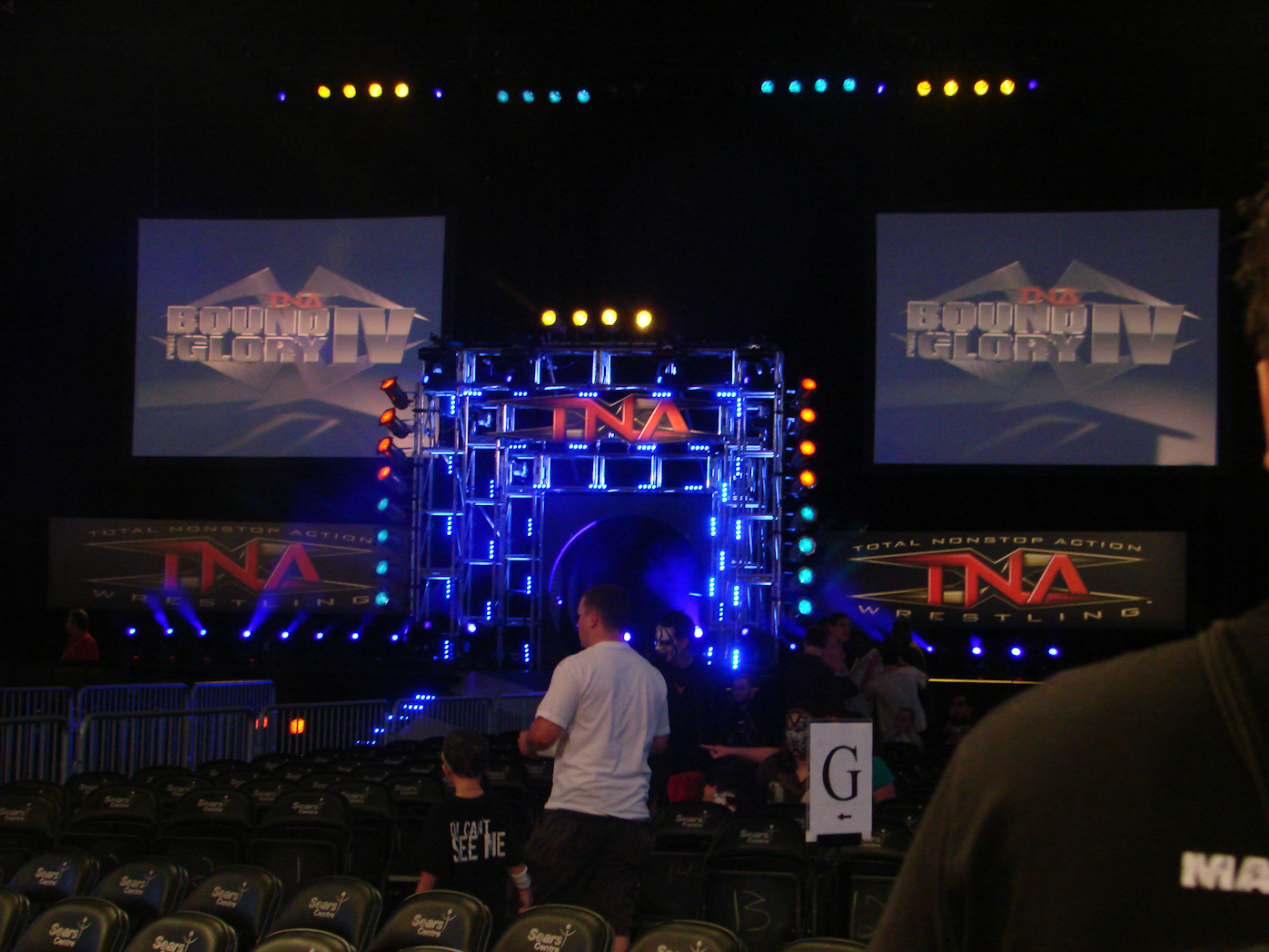
Sears Centre local do evento

| #                              | Resultados | Estipulação | Tempo |
| ------------------------------ | --- | --- | ----- |
| Dark                           | Eric Young e Sojourner Bolt derrotaram Lance Rock e Christy Hemme | Intergender Tag team match | N/A   |
| 1                              | Jay Lethal derrotou Sonjay Dutt, Chris Sabin, Alex Shelley, Curry Man, Shark Boy, Super Eric, Petey Williams, Johnny Devine e Jimmy Rave                                                   | Steel Asylum match | 12:07 |
| 2                              | O.D.B., Rhaka Khan e Rhino derrotaram The Beautiful People (Angelina Love, Velvet Sky e Cute Kip)                                                                                          | Knockout Brawl match, com Traci Brooks como árbitra especial.                                                                   | 06:15 |
| 3                              | Sheik Abdul Bashir (c) derrotou Consequences Creed. | Standard Wrestling match pelo TNA X Division Championship                                                                       | 09:18 |
| 4                              | Taylor Wilde (c) derrotou Awesome Kong e Roxxi. | 3-Way Dance pelo TNA Knockout Women's Championship                                                                              | 05:11 |
| 5                              | Beer Money, Inc. (Robert Roode e James Storm) (c) (com (Jacqueline) derrotaram Abyss e Matt Morgan, Team 3D (Brother Ray e Brother Devon) e Latin American Exchange (Homicide e Hernandez) | Four Way Tag Team Monster's Ball match pelo TNA World Tag Team Championship, com Steve "Mongo" McMichael como árbitro especial. | 20:20 |
| 6                              | Booker T derrotou Christian Cage e A.J. Styles | 3-Way Dance | 13:05 |
| 7                              | Jeff Jarrett derrotou Kurt Angle | Grudge match, com Mick Foley como convidado especial fora do ringue.                                                            | 20:07 |
| 8                              | Sting derrotou Samoa Joe (c) | Singles match pelo TNA World Heavyweight Championship                                                                           | 16:54 |
| (c) - Campeão(s) antes da luta | | |       |